# Arslantepe
Arslantepe (Arslan = leão e tepe = colina, em turco) é um sítio arqueológico de uma colina artificial, construído em camadas e em épocas distintas, que datam desde o Calcolítico tardio até os tempos romano e bizantino. Está localizado nas planícies de Malatya, no sudeste da Turquia. É um Patrimônio Mundial, tombado pela Organização das Nações Unidas para a Educação, a Ciência e a Cultura (UNESCO), no ano de 2021.

## Características
A colina de Arslantepe possui 30 metros de altura e abrange uma área de 4,5 hectares. A colina foi sendo formada em camadas, com civilizações sobrepondo as outras, gradativamente.

## Intervenções arqueológicas
A primeira intervenção arqueológica ocorreu na década de 1930, por Delaporte, através de uma missão francesa. As escavações revelaram um palácio neo-assírio do final do século VIII a.C. ao início do século VII a.C. e a Porta dos Leões do século IX a.C. ao século VIII a.C. Com o início da Segunda Guerra Mundial, a missão francesa precisou parar com os estudos em Arslantepe.
Em 1961, as escavações retornaram através de uma missão italiana da Universidade La Sapienza de Roma, liderada por Meriggi e Puglisi e logo depois somente por Puglisi. Mais adiante, Alba Palmieri liderou as escavações, até o ano de sua morte em 1990. Com a morte de Palmieri, Marcella Frangipane liderou as pesquisas até o ano de 2019.
Atualmente, as pesquisas são lideradas pela Francessa Balossi, feitas por uma equipe formada por pesquisadores de vários países, juntamente com a Turquia.

## Camadas

### Camada VIII - Calcolítico Tardío - 4250 a.C. a 3900 a.C.
Foram encontradas edificações residenciais e fornos, dentro e fora das habitações. Os artefatos de cerâmicas encontrados são tipicamente pós-Ubaid e que liga a diversas áreas da Alta Mesopotâmia e da Anatólia oriental no período inicial do Calcolítico Tardio.

### Camada VII - Calcolítico Tardío - 3800 a.C. a 3350 a.C.
Através das pesquisas feitas, verificou-se que a população de Arslantepe nessa época tinha um tamanho considerável, ocupando quase toda a área da colina. No setor nordeste, foi descoberto edifícios domésticos simples e contíguos. Essas residências foram construídas com alvenaria em adobe e alicerces de pedra e possuíam de uma a três salas e fornos no interior da edificação. Também foram descobertos vários fornos fora das edificações. Os pesquisadores encontraram túmulos de adultos e crianças, onde os adultos eram enterrados juntos as residências, em uma posição flexionada de lado e com simples ornamentos pessoais de conchas e miçangas. E os Bebês e as crianças pequenas eram enterradas em jarros debaixo do chão das residências. No setor sudoeste, encontraram um edifício ladeado por colunas decorativas, construído com paredes de alvenaria em adobe, com 1,20 metros de espessura, reboco branco e foram pintadas. Nesta edificação, encontraram tigelas produzidas em massa em um torno lento. Ainda no setor sudoestes, foi escavado um edifício suntuoso, provavelmente do final do período, que os pesquisadores o denominaram de Templo C. O Templo C possui 390 metros quadrados e foi construído com paredes de 1,60 metros de espessura. Este edifício foi construído sobre uma plataforma de lajes de pedra encimadas por várias camadas de tijolos de adobe, em uma posição central e isolada das outras edificações. Usaram vigas de madeira sob os pisos e paredes, e construíram uma sala central com 18 metros por 7 metros. Nesta sala há nichos nas paredes, próximos aos cantos, e na parte central da sala há uma plataforma de 5 metros por 2,50 metros. Foram encontradas muitas crétulas e taças de torno lento produzido em massa.

### Camada VI.a - Calcolítico Tardío - 3350 a.C. a 3000 a.C.
Foi descoberto, no sudoeste da colina, um complexo de edifícios públicos, como armazéns e templos, que ocupa uma área de 2.000 metros quadrados. É um dos complexos palacianos mais antigo do Oriente Médio. As edificações possuem muitos terraços e são interligados por corredores e pátios. As edificações foram descobertas com muitos potes grandes e médios, garrafas e pequenos frascos. Milhares de crétulas foram encontradas, sendo cerca de 2.200 ainda com a impressão do selo e a marca clara dos objetos selados, com a impressão de mais de 200 selos diferentes. As pesquisas também revelaram que as pinturas encontradas nas paredes não eram decorativas, mas sinalizadores. Foram encontrados nove espadas, algumas decoradas com incrustações de prata, doze pontas de lança, uma porta de cobre e vários objetos feitos de ligas sofisticadas. Descobriu-se um incêndio, que ocorreu por volta dos anos 3000 a.C., que destruiu totalmente o Palácio. E também, que a área que se localizava o complexo de edifícios públicos e de elite foram abandonados.

### Camada VI.b - Era Antiga do Bronze - 3000 a.C. a 2800 a.C.
Na primeira fase deste período, por cima das ruínas do palácio, foram construídas cabanas com paredes de pau-a-pique e cobertas de barro, separados por amplas áreas abertas, muitas vezes com fileiras de postes que podem ter sido cercas para estábulos de gado. As cerâmicas encontradas nesta camada eram artesanais, de cor vermelho e preto e polidas. Na segunda fase deste período, as cerâmicas de cor clara retornaram e novas formas foram criadas. As construções com tijolos de barro retornaram. Pesquisadores escavaram, na parte superior da colina, uma muralha feita de tijolos de barro, com 4 metros de espessura, com fundação de pedras e contrafortes internos, e a vila foi formada fora da muralha, com simples edificações de tijolos de barro, com um a quatro cômodos. Foram encontrados muitos grãos carbonizados, provavelmente oriundos do incêndio que assolou a vila. Na periferia da vila, fora da muralha, foi descoberta uma grande caixa funerária de pedra em uma cova irregular de 5 metros de largura com os restos mortais de um adulto, deitado flexionado de lado e acompanhado com ornamentos de cornalina, cristal de rocha, prata e ouro, também com armas e ferramentas. No topo da caixa, em cima de uma lápide, encontraram quatro restos mortais de adolescentes, com alfinetes, diademas e ornamentos de cabelos feitos de de liga de cobre-prata. E fora da caixa funerária, aos pés dos mortos da caixa, encontraram restos mortais de duas jovens sem ornamentos. Essa caixa funerária foi denominada pelos pesquisadores de "Tumulo do Rei"  Mais uma vez ocorre um incêndio e o local foi abandonado.

### Camada VI.c - Era Antiga do Bronze - 2750 a.C. a 2500 a.C.
Na primeira fase deste período, grupos nômades ocuparam o local, construindo cabanas circulares, ligeiramente afundadas no solo e com piso de barro. E construíram também algumas casas semi-subterrâneas, redondas e bem rebocadas. Na segunda fase, construíram uma edificação com vários cômodos e foram encontrados com evidências de conservação e processamento de produtos agrícolas. As cerâmicas encontradas eram artesanais, de cor preta ou escura e polidas, e também foram encontradas cerâmicas amarela clara, pintada com figuras geométricas vermelhas ou marrons. As cerâmicas deste período apresentaram algumas formas diferentes das cerâmicas da camada anterior.

### Camada VI.d - Era Antiga do Bronze - 2500 a.C. a 2000 a.C.
Foi descoberto que o povoamento foi gradativamente ocupando a encosta da colina, com planejamento de estradas, canais, pátios e oficinas de artesanato. Os grupos de casas redondas semi-subterrâneas foram sumindo conforme o povoamento ia se expandindo pela colina. Foi escavado uma muralha, deste período, com um baluarte semicircular e uma oficina metalúrgica com vários moldes.

### Camada V.a - Era Média do Bronze - 2000 a.C. a 1750 a.C.
A maioria das evidências encontradas deste período se encontram no lado sudoeste da colina. As edificações estão muito danificadas por causa da proximidade desta camada com a superfície da colina. Foi descoberto, em bom estado de conservação, uma edificação composta de uma grande sala quadrada, com uma lareira central dupla. Esta camada pertenceu a uma cidade do Império Hitita tardia, denominada Melidia-Meliddu.

### Camada V.b - Era Tardia do Bronze - 1750 a.C. a 1600 a.C.
Na muralha de fortificação, foi descoberto um portão da cidade, ladeado por torres quadradas.

### Camada IV - Era Tardia do Bronze - 1600 a.C. a 1200 a.C.
Foi encontrada uma galeria de teto abobadado que, provavelmente, servia para levar à uma fonte de água.

### Camada II e III - Idade do Ferro - 1100 a.C. a 712 a.C.
Encontraram grandes edificações, um deles é um salão com pilares e o leão na entrada da cidadela. As pesquisas revelaram que com a invasão assíria em 712 a.C., a cidade foi abandonada.

### Camada I - Romano Tardío e Bizantino
Os estudo mostram que no século XIX, uma vila romana foi construída na colina e seu último assentamento foi uma necrópole bizantina.

## Turismo
O sítio arqueológico de Arslantepe está aberta ao público, com entrada gratuita. Possui um museu ao ar livre, onde pode ser observado os originais da Tumba do Rei, datado de 2900 a.C., com os restos mortais de quatro adolescentes na tampa do túmulo. E algumas réplicas dos artefatos que não podem ficar expostos ao tempo, como a escultura do rei, duas esculturas de leões e 12 relevos de parede, todas as réplicas foram feita pelo escultor Cengiz Gogebakan. Os artefatos originais estão em exibição no Museu das Civilizações da Anatólia, em Ancara e no Museu Malatya. No Museu Malatya está exposto uma tumba original datada de 4000 a.C., com ornamentos e cerâmicas. Também está em exibição espadas e pontas de lança datados de 3200 a.C. a 3000 a.C. e os selos de impressão.

## Galeria de fotos

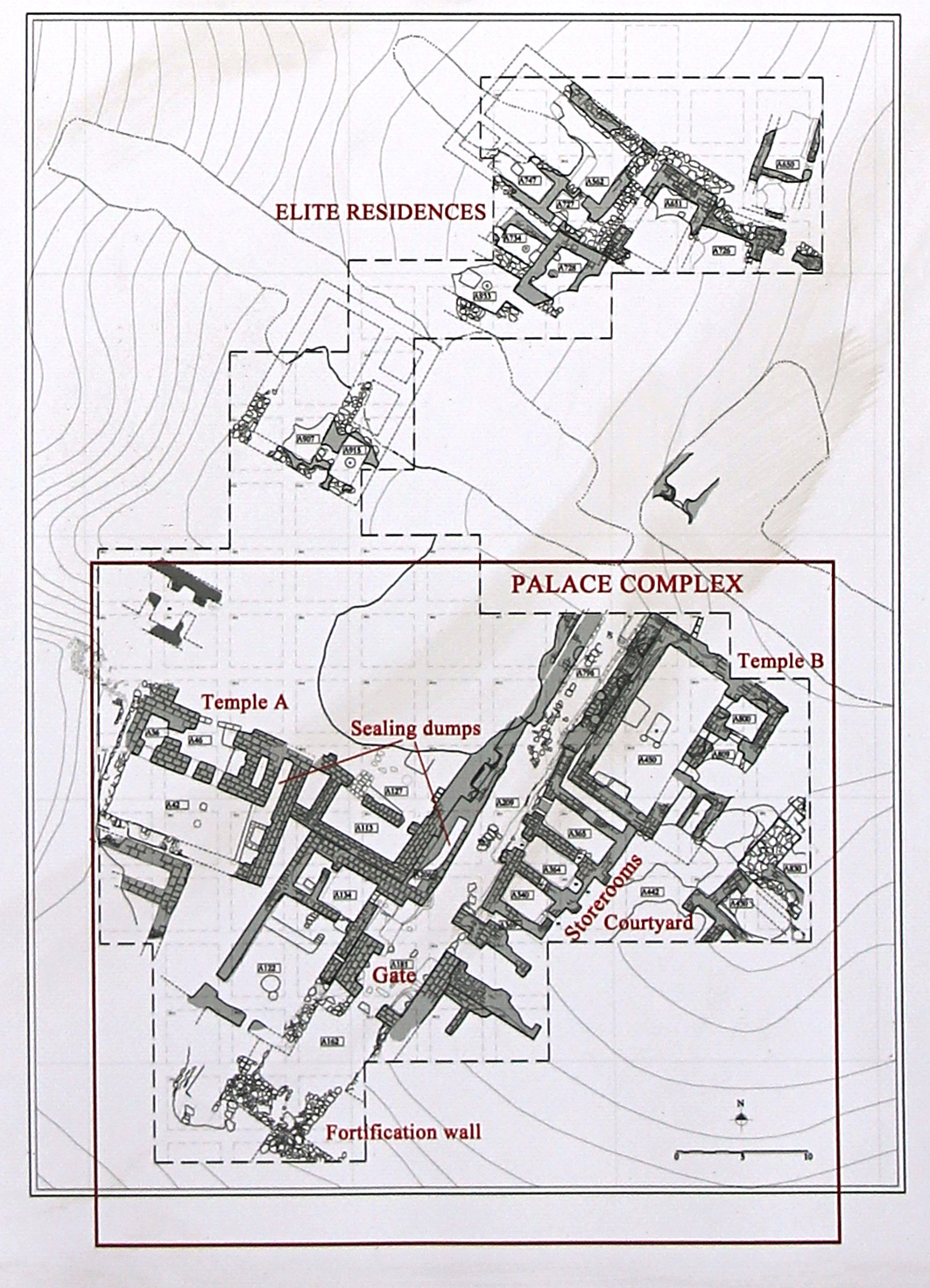
Planta do complexo palaciano da camada VI.a
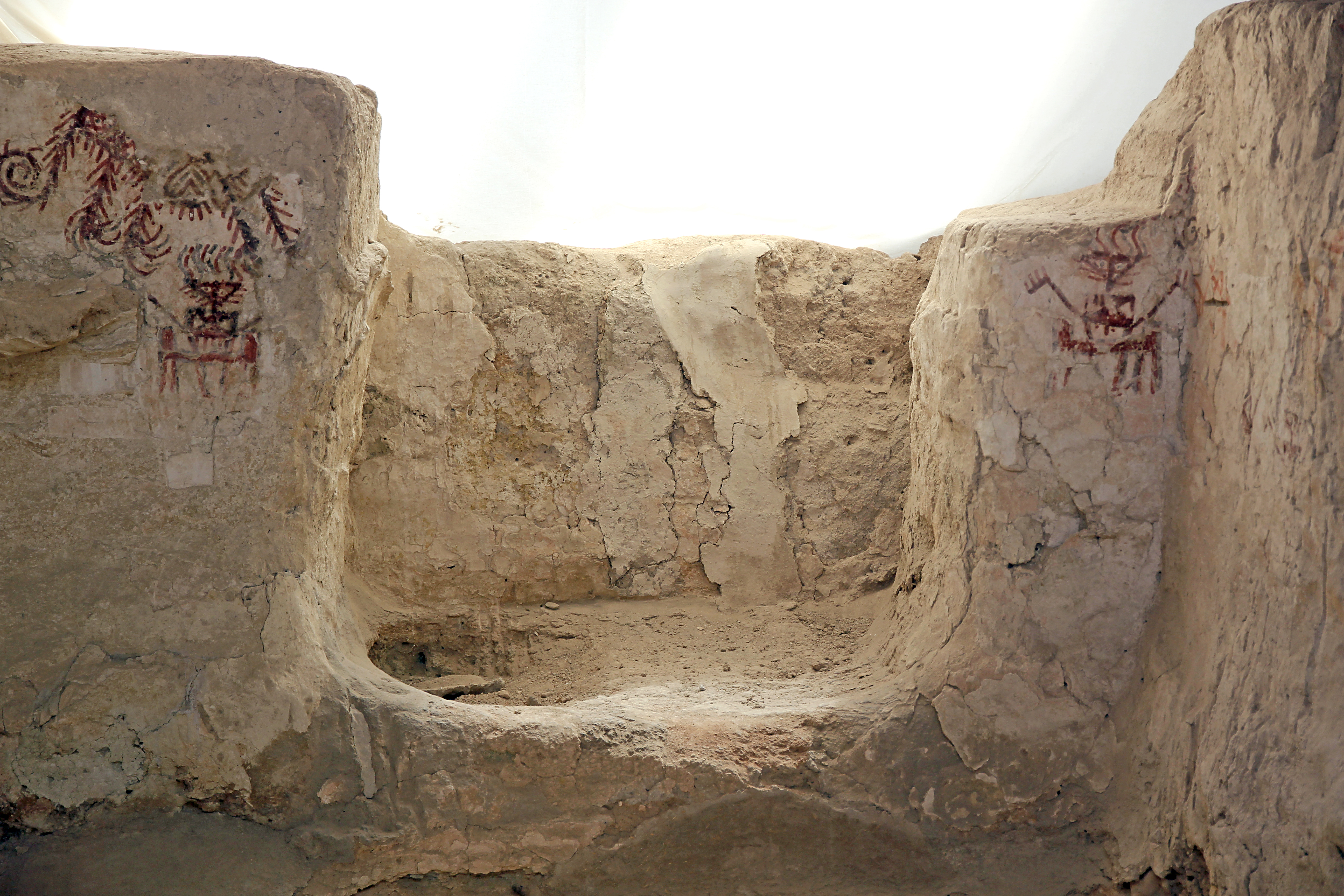
Pinturas nas paredes
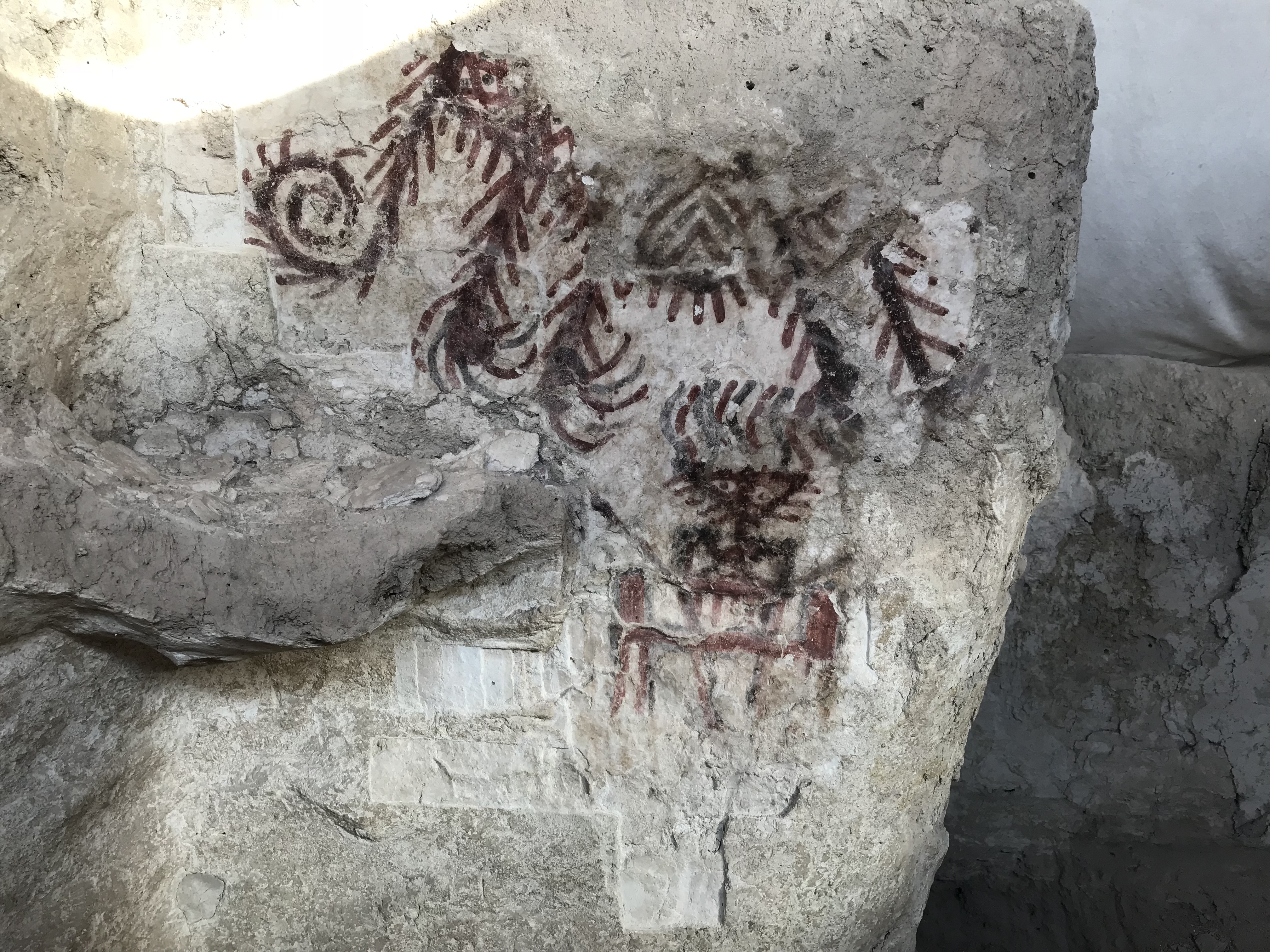
Pinturas nas paredes
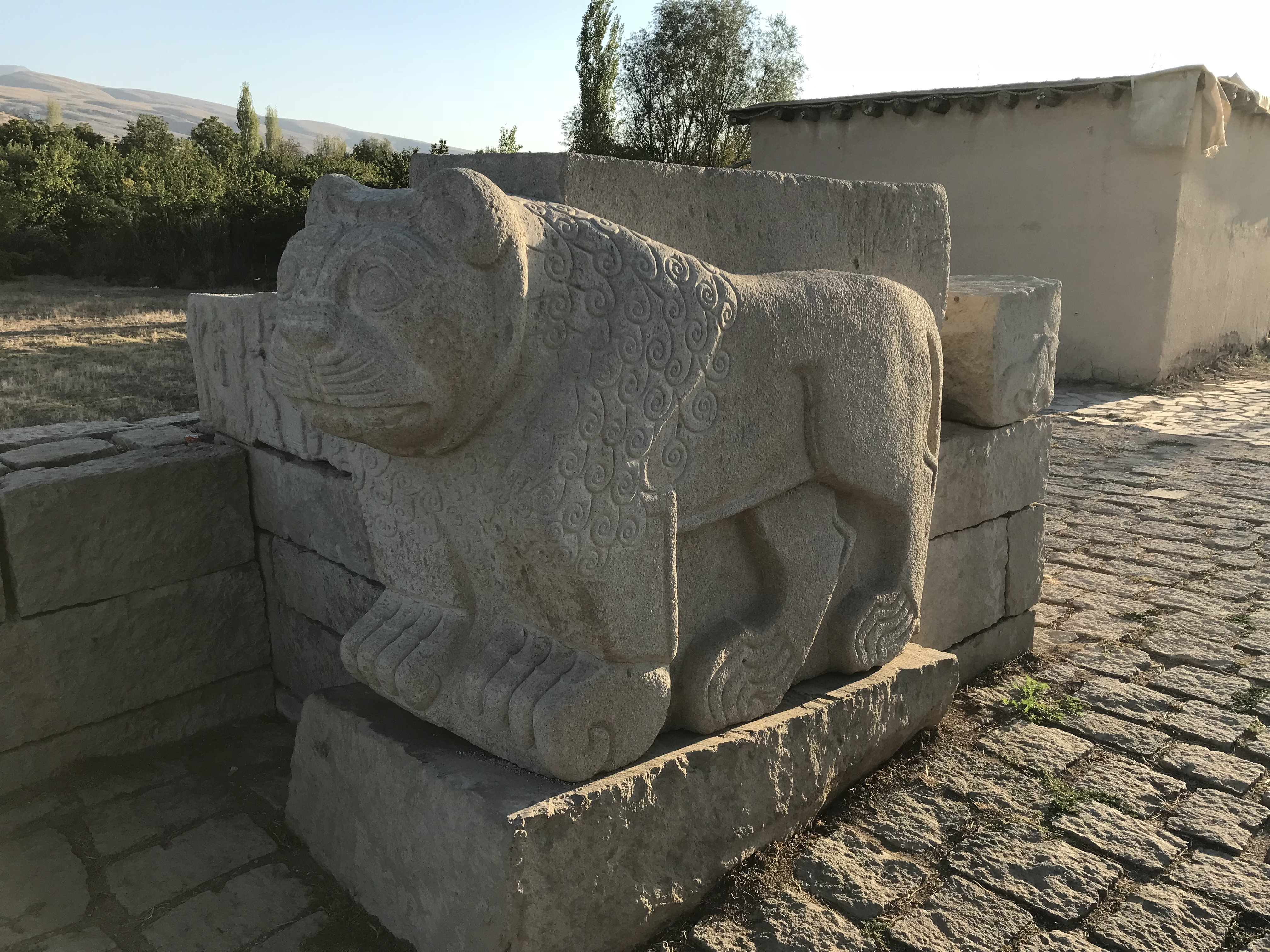
Leão Hitita. Na entrada das ruínas.
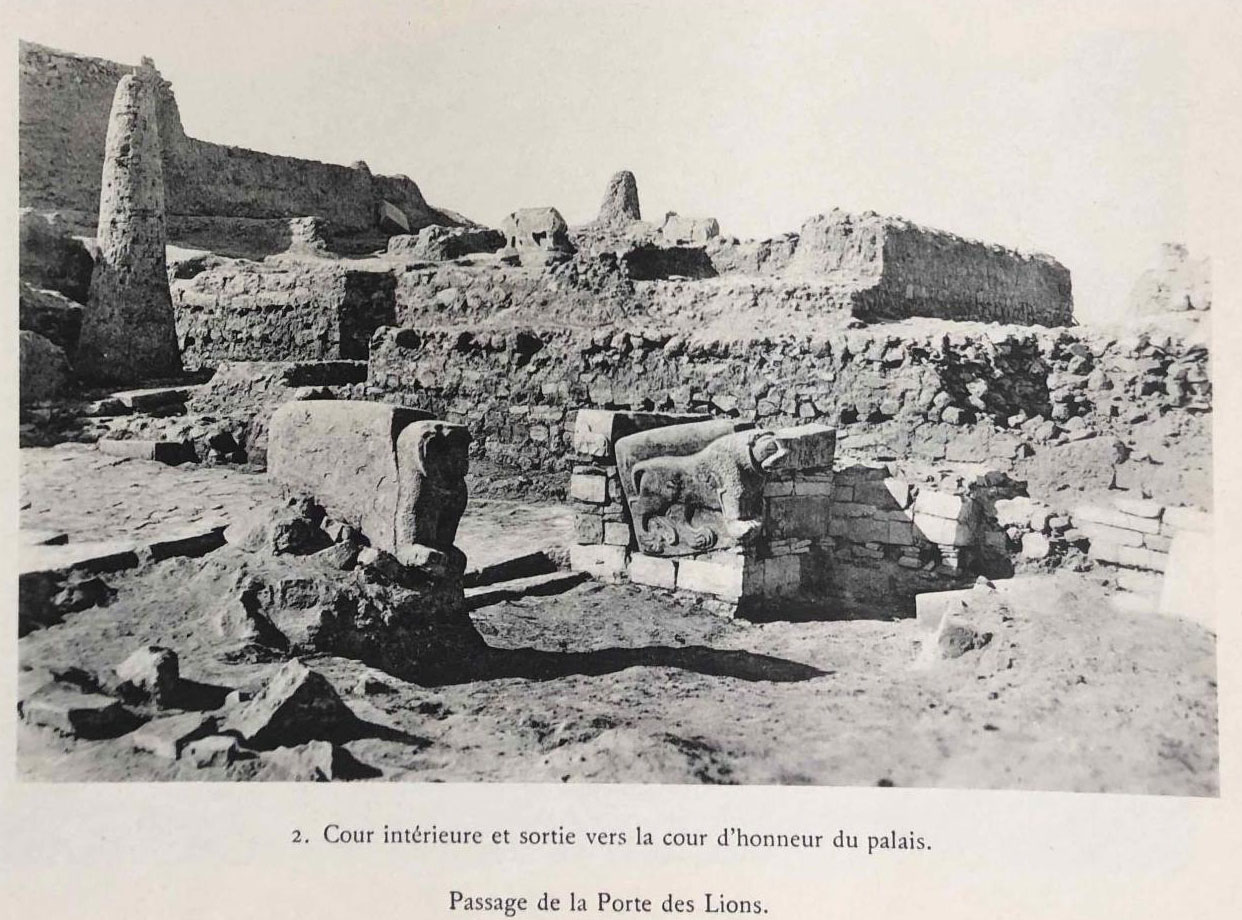
Tirada por Louis Delaporte. (1940). Missão Arqueológica Francesa.